# 萨尔茨豪森
萨尔茨豪森是德国下萨克森州的一个市镇。总面积34.73平方公里，总人口4579人，其中男性2213人，女性2366人（2011年12月31日），人口密度132人/平方公里。